# はいからさんが通る (南野陽子の曲)
「はいからさんが通る」（はいからさんがとおる）は、南野陽子10枚目のシングル。1987年12月2日にCBS・ソニーからリリースされた。表題曲は南野自身が主演した東映映画『はいからさんが通る』の主題歌。

## 概要
本作で「楽園のDoor」から連続5作のオリコン1位を獲得。南野のシングル売上枚数では、「吐息でネット」「秋からも、そばにいて」に次ぎ3番目のヒット曲となった（27.0万枚）。7インチ・シングル盤においては、別ジャケットのプロモーション盤が存在する。
2005年にセルフカバーされ、マキシシングル「はいからさんが通る／吐息でネット」として発売された。
2013年12月4日放送の『2013 FNS歌謡祭』（フジテレビ）では、南野×指原莉乃の二人による『笑っていいとも!』新旧レギュラーのコラボレーションにて披露された。

## 収録曲
全曲共通　作詞: 小倉めぐみ／編曲: 萩田光雄
1. はいからさんが通る（4:47）
作曲: 国安わたる
2. はじめの一歩（4:18）
作曲: 朝倉紀幸

## 他のアーティストによるカバー
2006年にドラマCD『まんすりぃ萌音』で後藤沙緒里が本曲をカバー、南野以外の歌手による初のカバー。
2009年にbump.yのCDアルバム『Sweet Hits☆』で桜庭ななみが本曲をカバーした。
2023年6月21日リリースのClariSのコンセプトシングル『淋しい熱帯魚』に収録。6月7日には、シングル発売に先駆けて先行配信及び公式YouTubeチャンネルにてミュージック・ビデオが公開された。